# André Giroud de Villette
Guillaume Nicolas André Giroud de Villette (Clamecy (Nièvre), 17 december 1752 - Parijs, 31 mei 1787) was een Franse fabrikant van behangpapier. Hij was na Jean-François Pilâtre de Rozier de tweede persoon die in een ballon de lucht inging.

## Levensloop

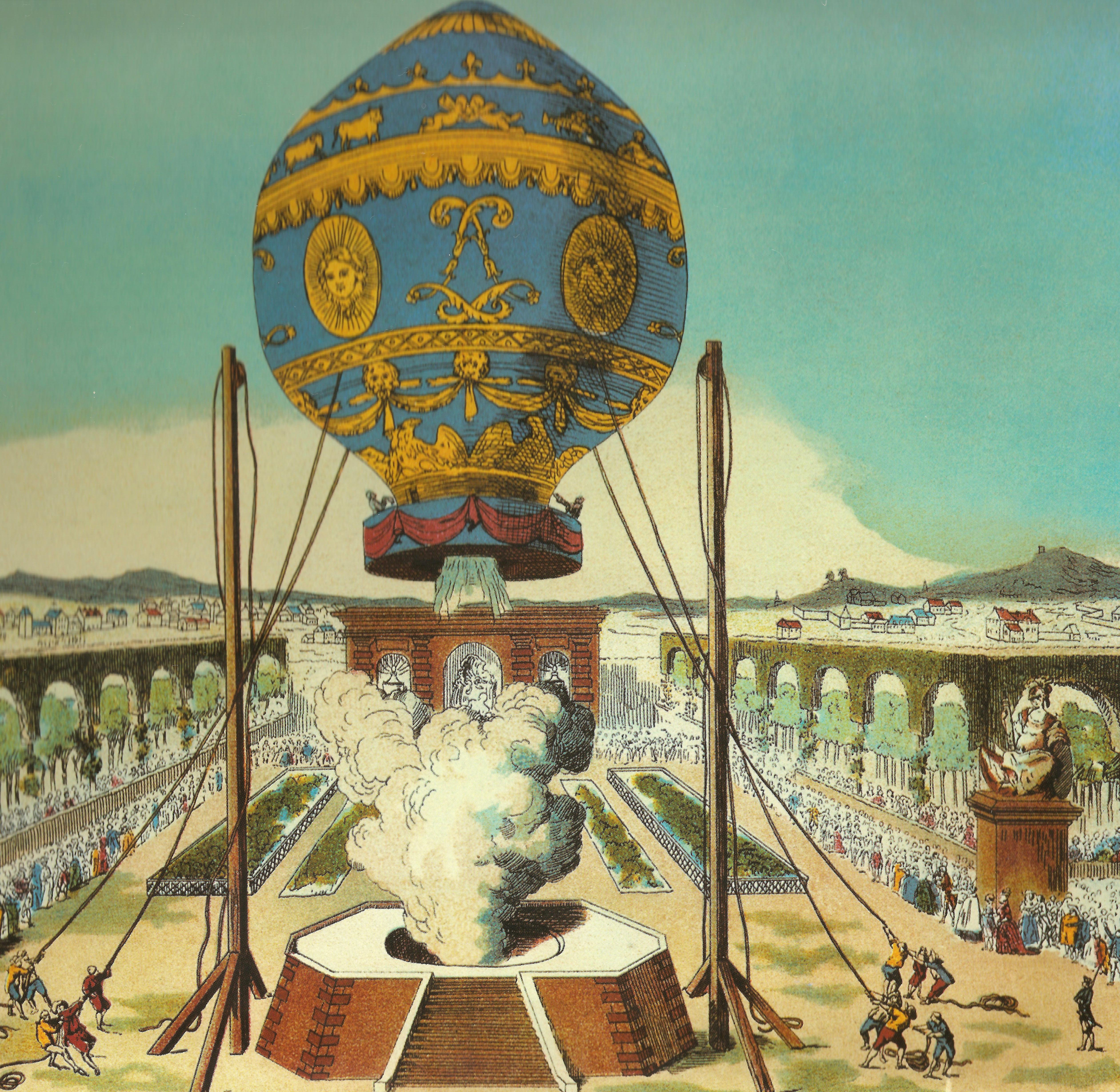
Vlucht van Le Réveillon op 19 oktober 1783

Giroud de Villette werd geboren in een welgestelde familie uit de burgerij in Clamecy. Zijn vader was handelaar en voormalig schepen en zijn moeder was de dochter van een notaris. Hij liep school in het plaatselijke college en trok daarna naar Parijs. Daar werd hij in dienst genomen door Jean-Baptiste Réveillon, die de koninklijke manufactuur voor behangpapier La Folie Titon in de Faubourg Saint-Antoine leidde. Hij was er adjunct.

### Ballonvlucht
Réveillon was een vriend van de broers Joseph en Étienne Montgolfier. In de tuin van La Folie Titon bouwden zij een met behangpapier beplakte ballon waarmee Jean-François Pilâtre de Rozier op 15 oktober 1783 de eerste bemande ballonvlucht uitvoerde. Hij herhaalde dit twee dagen later. Op 19 oktober vroeg André Giroud de Villette om Pilâtre de Rozier te mogen vergezellen. In vijftien seconden stegen ze op tot een hoogte van meer dan honderd meter. Daar bleven ze gedurende tiental minuten hangen; de ballon en zijn mand hingen vast aan touwen aan de grond.
's Anderendaags schreef Giroud de Villette een verslag van zijn vlucht, dat op 26 oktober werd gepubliceerd in Le Journal de Paris. Hij beschreef hierin de ervaring en het uitzicht. Hij kon uitkijken over Neuilly, Saint-Cloud, Sèvres, Issy, Ivry, Charenton en Choisy maar de mist verhinderde om verder te kijken. In dit verslag opperde hij al de mogelijkheid om de ballon te gebruiken voor militaire doeleinden, om de troepenbewegingen van de vijand in het oog te houden en te rapporteren. 

### Later leven
Giroud de Villette hield zich niet verder bezig met de ballonvaart. Hij bleef actief in de productie van behangpapier en stichtte een eigen manufactuur in Madrid. Hij werd ziek en stierf in Parijs, waar hij werd begraven op de begraafplaats Sainte-Marguerite.

## Bron
- (fr)  Clamecy et ses illustres... (gemeente Clamecy) Geraadpleegd op 13 januari 2024.